# Lèmur nan de cua gruixuda
El lèmur nan de cua gruixuda (Cheirogaleus medius) és un lèmur endèmic de Madagascar. És un dels primats més petits que hi ha. Fou el primer primat de les zones tropicals en què es demostrà l'ocurrència d'hibernació. Tot i que el clima hivernal de Madagascar no és gaire fred, sí que és sec, cosa que provoca aquesta adaptació. Com altres lèmurs, aquesta espècie pot acumular reserves de greix a la cua. Aquest greix serveix de font d'energia durant la hibernació.